# 渡辺正雄
渡辺 正雄（わたなべ まさお、1920年1月7日 -2005年5月4日）は、日本の科学史家、東京大学名誉教授。
専門は科学文化史、日英科学交流史、キリスト教と科学など。弟子に榎本恵美子や小川真里子。

## 経歴
東京出身。私立武蔵高校卒。東京帝国大学卒。1961年「一七八〇-一八五〇年期の英国に於ける熱理論の発展」で東京教育大学文学博士。1962年「熱運動論発展の過程」で東京大学理学博士。東京女子大学助教授、中央大学教授、1968年東京大学教養学部教授、1980年定年退官、名誉教授、新潟大学教授、東京電機大学教授、国際基督教大学教授。1993年、勲三等旭日中綬章受章。

## 著書
- 『文化史における近代科学』未来社 1963
- 『世界の頭脳 ノーベル物理学賞に輝く人々』講談社現代新書 1966
- 『日本人と近代科学 西洋への対応と課題』岩波新書 1976
- 『お雇い米国人科学教師』講談社 1976／増訂版・北泉社 1996
- 『科学者とキリスト教 ガリレイから現代まで』講談社ブルーバックス 1987
- 『文化としての近代科学 この人間的な営み』丸善 1991、講談社学術文庫 2000
- 『科学史の小径』丸善 1992
- 『科学の歩み・科学との出会い 世界観と近代科学』培風館 1992
- 『キリストに出会う』丸善ライブラリー 1994
- 『科学史事始』南窓社 2000
- 『聖書読んで想う』新教出版社 2005
- 『聖書文化との接点』新教出版社 2005

### 共編著
- 科学と英文学 研究社出版 1962
- 明治前期学術雑誌論文記事総覧 佑学社 1971
- アメリカ文学における科学思想 研究社出版 1974
- 原典による自然科学の歩み 玉虫文一・木村陽二郎共著 講談社 1974 (原典による学術史)
- 世界の博物館 8 ロンドン科学博物館 蒸気機関車と機械文明の夜明け 講談社 1978.4
- ニュートンの光と影 共立出版 1982.7
- 科学の世界 その形成と展開 共立出版 1982.4
- 物理学対話 物理学者vs科学史家 大槻義彦 共立出版 1982.2 (共立科学ブックス）
- イギリス文学における科学思想 研究社出版 1983.7
- ダーウィンと進化論 共立出版 1984.10
- ガリレオの斜塔 共立出版 1987.7
- ケプラーと世界の調和 共立出版 1991.12

### 翻訳
- 科学革命の新研究 その思想史的背景 J.H.ランダル 青木靖三・荻原明男・伊東俊太郎共訳 日新出版 1961
- 中世から近代への科学史 A.C.クロムビー 青木靖三共訳 コロナ社（上下） 1962-68
- 発見はいかに行われるか ルネ・タトン 伊藤幸子訳 南窓社 1968
- ケプラーの夢 ヨハネス・ケプラー 榎本恵美子共訳 講談社 1972、講談社学術文庫 1985
- HOSC生物 レオ・E.クロッパー 講談社 1976
- HOSC化学 レオ・E.クロッパー 講談社 1976
- HOSC物理 レオ・E.クロッパー 講談社 1976
- 近代科学の誕生 H.バターフィールド 講談社学術文庫（上下） 1978.11
- 近代科学の形成 R.S.ウェストフォール 小川真里子共訳 みすず書房 1980.4
- 円から楕円へ 天と地の運動理論を求めて E.J.エイトン 共立出版 1983.4
- 貝と十字架 進化論者宣教師 J.T.ギュリックの生涯 アディソン・ギュリック編著 榎本恵美子共訳 雄松堂出版 1988.7 (東西交流叢書）
- ライプニッツの普遍計画 バロックの天才の生涯 E.J.エイトン 工作舎 1990.1

## 参考
- 日本人名大辞典、『駒場の50年』